# Бырлов, Игорь Александрович
Игорь Александрович Бырлов (10 июля 1986, Апшеронск, Краснодарский край, СССР) — российский футболист, полузащитник.

## Карьера
Заниматься футболом начал в Апшеронске, в 13 лет переехал в Краснодар, через год был приглашён в академию московского «Торпедо». В 2002—2006 годах провёл за дубль команды 74 игры, забил три гола. В 2005 году сыграл 8 матчей в Премьер-лиге — по четыре раза выходил на за мену и был заменён. В январе 2006 был отдан в аренду в грозненский «Терек», но из-за травмы сразу же вернулся в «Торпедо».
В дальнейшем выступал за клубы первого и второго дивизионов «Черноморец» Новороссийск (2007, 2009, 2012—2013), «Русичи» Орёл (2008), «Тюмень» (2009), «СКА-Энергия» Хабаровск (2010—2011), «Динамо» Брянск (2013—2014), «Афипс» Афипский (2015), «Волга» Ульяновск (2015), латвийскую «Юрмалу» (2012) и другие.
В 2018 году перешёл в любительский клуб «Кубань Холдинг» из Павловской, в составе которого принял участие в кубке России сезона 2018/19.